# Isao Okawa
Isao Okawa (大川 功 Ōkawa Isao?) (19 de mayo de 1926 – 16 de marzo de 2001) fue un empresario japonés y antiguo presidente de Sega.

## Historia
Okawa nació en Osaka, Japón. Estudió en la Universidad de Waseda en Tokio. Después de graduarse de Waseda creó su propia compañía, Computer Service Company, más tarde conocida cómo CSK Holdings Corporation (CSK).

## Participación en CSK Holdings
CSK es una compañía de tecnología japonesa creada por Okawa en 1968. La compañía principalmente provee servicios TIC a numerosos negocios en Japón. Okawa fue el presidente desde 1968 hasta su muerte en 2001.

## Participación en Sega
Desde 1984 hasta 2004, CSK tuvo la mayoría de las acciones de Sega, lo que le convirtió en el presidente de Sega Enterprises. En 2004, Sammy compró las acciones de CSK, nombrando a Hajime Satomi nuevo CEO de Sega (Sega y Sammy se fusionaron para formar Sega Sammy Holdings). Okawa invirtió más de US$40 millones en Sega Enterprises, principalmente para financiar la Dreamcast (posteriormente cubrió con su propio capital personal las perdidas económicas de Dreamcast para evitar la bancarrota). Perdonó todas las deudas que Sega le debía y dio a Sega Corporation sus $695 millones de valores de Sega y CSK. Por ello muchos le recuerdan como parte fundamental de la historia de Sega. CSK también creó un instituto de investigaciones que produjo software para todas las plataformas de Sega.

## Honores
Okawa fue reconocido por el Gobierno Japonés por su apoyo financiero a numerosas compañías tecnológicas japonesas, incluyendo a Sega Enterprises. También recibió un Título honorífico de su alma mater.

## Fallecimiento
Okawa murió por insuficiencia cardíaca en el Hospital de la Universidad de Tokio. Fue declarado muerto a las 3:47 p. m. el 16 de marzo de 2001. Tenía 74 años de edad.